# Myrica rubra
Myrica rubra, conocido como árbol de fresa china, yangmei y arrayán chino (en chino:杨梅; pinyin: yángméi; en cantonés: yeung4 mui4; en japonés: 山桃 y ヤマモモ, literalmente, "melocotón de montaña" a veces mal traducido del chino como Arbutus). Es un árbol subtropical de la familia Myricaceae que se cultiva por sus frutos. Le gusta la humedad, tolera la sombra y el frío, crece en zonas templadas suaves y subtropicales.

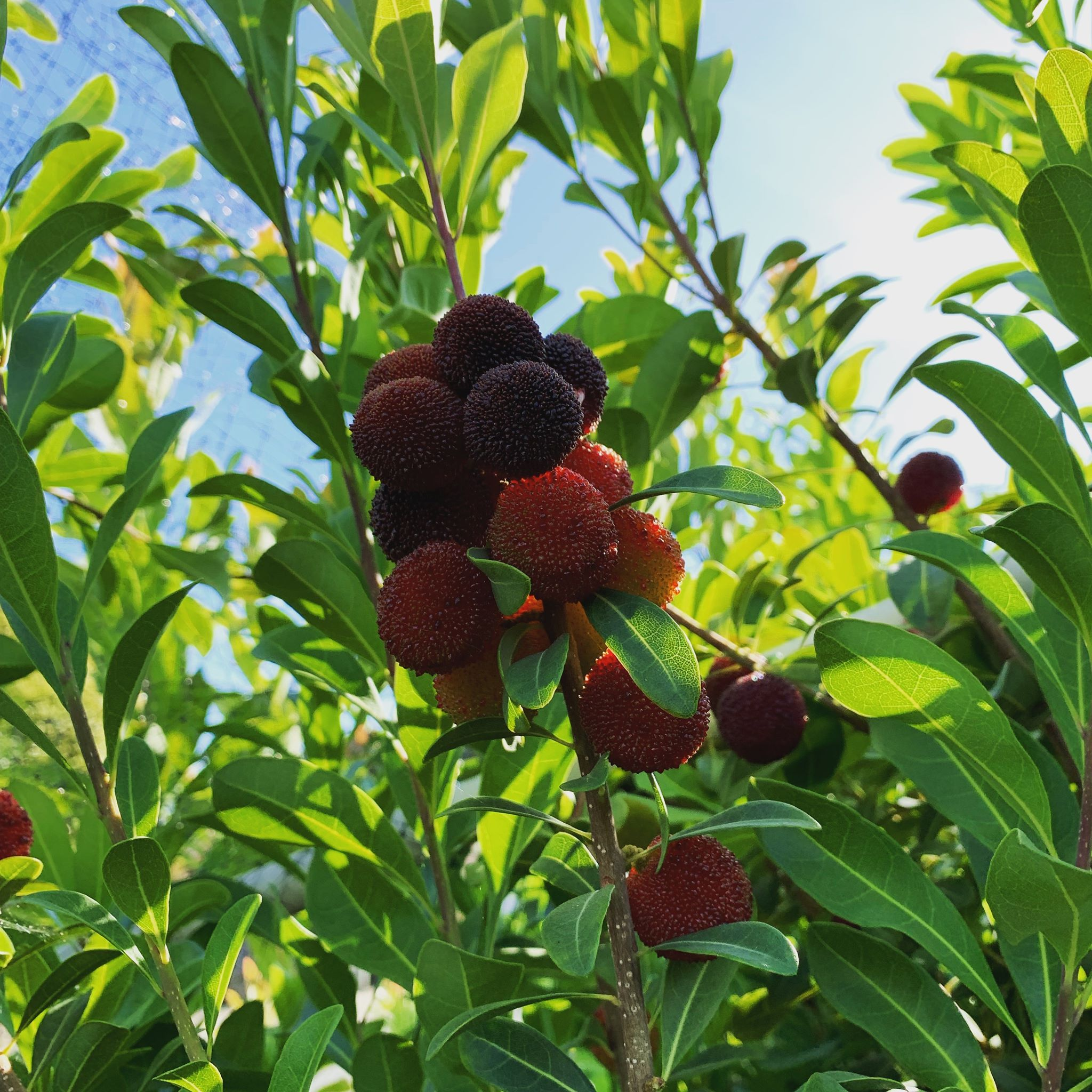
Frutos

## Descripción
Es un árbol de hoja perennifolia de tamaño mediano que crece de 10 a 20 m, con suave corteza de color gris. 
Es dioico separado con plantas masculinas y femeninas. Tolera suelos pobres y ácidos. Tiene un sistema de raíces de 50 a 60 cm de profundidad, sin raíces primarias.
Su fruto, comestible, es esférico, de 1.5-2.5 cm de diámetro, con una superficie de tacos. El color de la superficie suele ser de rojo intenso, brillante, pero puede variar de blanco al morado. El color de la pulpa es similar al color de la superficie o un poco más ligero, esta es agridulce. En el centro hay una sola semilla, con un diámetro de aproximadamente la mitad de la fruta entera.

## Distribución y hábitat
Es nativo del este de Asia, principalmente de China, donde se ha cultivado por 2000 años. En China se concentra al sur del río Yangtsé, donde es de gran importancia económica. Se ubica en los bosques de laderas de montañas y valles de 100-1500 m. Este árbol es nativo de Fujian, Guangdong, Guangxi, Guizhou, Hainan, Hunan, Jiangsu, Jiangxi, Sichuan, Yunnan y Zhejiang. También naturalizado en Taiwán, Japón, Corea y Filipinas.
Su hábitat y zona de cultivo equivale a la Zona de rusticidad 10 USDA.

## Cultivo y usos
Además del consumo fresco del fruto, las frutas se pueden secar, enlatar, remojar en baijiu (licor chino) o fermentar en bebidas alcohólicas, como vino, cerveza o cócteles. Los frutos secos se suelen preparar a la manera del huamei seco (el fruto del Prunus mume preparado cómo fruto seco, con aromas como regaliz o regaliz salado). El jugo ha sido comercializado bajo la marca "Yumberry" bajo cuyo nombre es marca registrada en la UE. En la provincia de Yunnan en China, hay dos tipos principales de yangmei, un tipo amargo que se usa para hacer frutas secas y un tipo dulce que se usa para jugo y para comer fresco.
En Filipinas, los frutos se secan y conservan en salmuera y vinagre y se convierten en champóy, la versión local del huamei chino.
El producto se utiliza principalmente para alimentos ácidos, tales como bebidas, licor compuesto, helados, paletas, dulces y crema de colores. De acuerdo con los diferentes alimentos, la dosificación cambia. La dosis como bebida es 100 mg/kg .
El producto tiene buena solubilidad en el agua caliente y etanol. Con el pH 1.7, el producto se mostrará de diferente color de rojo brillante a violeta azulado. Myrica se utiliza para cambiar el color de los alimentos al cambiar el valor de pH. El producto se puede mezclar con todo tipo de aditivos alimentarios, excepto hierro, oxidante y antioxidante.